# Antraniloil-KoA monooksigenaza
Antraniloil-KoA monooksigenaza (EC 1.14.13.40, antraniloil koenzim A reduktaza, 2-aminobenzoil-KoA monooksigenaza/reduktaza) je enzim sa sistematskim imenom 2-aminobenzoil-KoA,NAD(P)H:kiseonik oksidoreduktaza (dearomatizacija). Ovaj enzim katalizuje sledeću hemijsku reakciju
2-aminobenzoil-KoA + 2 NAD(P)H + 2 H+ + O2 {\displaystyle \rightleftharpoons } 2-amino-5-oksocikloheks-1-enkarboksil-KoA + 2O + 2 NAD(P)+
Ovaj enzim je flavoprotein (FAD). Nearomatični produkt je nestavilan i oslobađa se CO2 i 3, čime se formira 1,4-cikloheksandion.

## Literatura
- Nicholas C. Price; Lewis Stevens (1999). Fundamentals of Enzymology: The Cell and Molecular Biology of Catalytic Proteins (Third изд.). USA: Oxford University Press. ISBN 019850229X.
- Eric J. Toone (2006). Advances in Enzymology and Related Areas of Molecular Biology, Protein Evolution (Volume 75 изд.). Wiley-Interscience. ISBN 0471205036.
- Branden C; Tooze J. Introduction to Protein Structure. New York, NY: Garland Publishing. ISBN 0-8153-2305-0.
- Irwin H. Segel. Enzyme Kinetics: Behavior and Analysis of Rapid Equilibrium and Steady-State Enzyme Systems (Book 44 изд.). Wiley Classics Library. ISBN 0471303097.
- William P. Jencks (1987). Catalysis in Chemistry and Enzymology. Dover Publications. ISBN 0486654605.

## Spoljašnje veze
- Anthraniloyl-CoA+monooxygenase на 